# يوزو مينامي
يوزو مينامي (باليابانية: 南 祐三) (17 نوفمبر 1983 في إروما في اليابان – )؛ هو لاعب كرة قدم ياباني سابق كان يلعب كمدافع.

## وصلات خارجية
- يوزو مينامي على موقع رابطة كرة القدم اليابانية للمحترفين (اليابانية)
- يوزو مينامي على موقع Soccerway.com (الإنجليزية)
- يوزو مينامي على موقع عالم كرة القدم.نت (الإنجليزية)